# Prionosciadium sodiroanum
Prionosciadium sodiroanum är en flockblommig växtart som beskrevs av H.Wolff. Prionosciadium sodiroanum ingår i släktet Prionosciadium och familjen flockblommiga växter. Inga underarter finns listade i Catalogue of Life.